# زیره سیاه
زیرهٔ سیاه، گیاهی دوساله از خانواده چتریان، سرده زیره و بومی غرب آسیا، اروپا و شمال آفریقا است. این گیاه، دارای دانه‌هایی معطر است که در آشپزی و تولید برخی داروها و لیکورها کاربرد دارد.

## گیاه‌شناسی
بوتهٔ گیاه زیره سیاه شبیه بوتهٔ هویج است. برگ‌ها ۲۰ تا ۳۰ سانتی‌متر و ارتفاع گیاه حدود ۴۰ تا ۶۰ سانتی‌متر است. میوه آن (که به اشتباه دانه گفته می‌شود) از نوع فندقه به‌طول حدود دو میلی‌متر و هلالی‌شکل و دارای ۵ خط برجسته و کم‌رنگ است.

## کِشت
این گیاه، مکان‌های گرم و آفتابی و خاک با زهکشی خوب و غنی از مواد آلی را ترجیح می‌دهد. زیرهٔ سیاه، در مناطق گرم‌تر به‌صورت یک‌ساله در زمستان و در اقلیم معتدل، به‌صورت تابستانی یک‌ساله یا دوساله کاشته می‌شود. یک گونهٔ پلی‌پلوئید (با چهار مجموعهٔ هاپلوئید=4n) و چند ساله نیز از این گیاه، یافت شده‌است. هلند، لهستان و آلمان، بزرگ‌ترین تولیدکنندگان زیرهٔ سیاه هستند. فنلاند حدود ۲۸ درصد (۲۰۱۱) از تولید زیرهٔ سیاه جهان را از حدود ۱٬۵۰۰ مزرعه تأمین می‌کند که این بازدهی بالا احتمالاً ناشی از آب و هوا و عرض‌های جغرافیایی مطلوب آن است که ساعات طولانی نور خورشید را در تابستان، تضمین می‌کند.

## ترکیبات
دانه‌های زیرهٔ سیاه حاوی ۱۰ درصد آب، ۵۰ درصد کربوهیدرات، ۲۰ درصد پروتئین و ۱۵ درصد چربی هستند. در ۱۰۰ گرم از دانه‌های زیره، مقدار ۲۰ درصد یا بیشتر از ارزش روزانه، (DV) پروتئین، ویتامین‌های گروه ب (۲۴–۳۳٪ DV)، ویتامین ث (۲۵٪ DV) و چندین ماده مغذی معدنی، به‌ویژه آهن (۱۲۵٪ DV)، فسفر (۸۱٪ DV) و روی (۵۸٪ DV)، موجود است.

### مواد شیمیایی گیاهی
زیره حاوی ترکیبات گیاهی زیادی از قبیل ترپن‌ها، فنل‌ها، فلاونوئیدها و آلکالوئیدها است که دارای مزایای سلامتی بالقوه هستند. پودر دانه‌های زیره تا ۷٫۵ درصد اسانس، عمدتاً از نوع دی-کاروون دارد و حاوی ۱۵ درصد روغن است که اسیدهای چرب اصلی آن عبارت‌اند از اسید اولئیک، اسید لینولئیک، پتروسلینیک و پالمیتیک اسید.
مواد شیمیایی گیاهی شناسایی‌شده در روغن دانهٔ زیرهٔ سیاه، شامل تیمول، سیمن، γ-ترپینن، تری‌متیلن دی‌کلراید، بتا-پینن، ۲-(۱-سیکلوهگزنیل)، سیکلوهگزانون، بتا-فلاندرن، ۳-کارن، آلفا-توجن و لینالول است.

## کاربردها

### به‌عنوان افزودنی غذایی
میوه‌های زیره که معمولاً به‌صورت کامل استفاده می‌شوند، طعم و عطری تند و شبیه بادیان دارند که عمدتاً مربوط به ترکیبات کاروون، لیمونن و آنتول است. زیره به‌عنوان ادویه در نان‌ها به‌ویژه نان چاودار استفاده می‌شود. زیره معمولاً در نان سودای ایرلندی نیز همراه با کشمش و مویز استفاده می‌شود. زیره را می‌توان در دسرها، مشروبات الکلی، کاسرول‌ها و سایر غذاها استفاده کرد. برگ‌های آن را می‌توان به سالاد، خورش و سوپ اضافه کرد و گاهی به‌صورت سبزی خام، خشک یا پخته مانند جعفری مصرف می‌شود. ریشهٔ آن نیز به‌عنوان سبزی ریشه‌ای زمستانه در برخی جاها مانند شقاقل مصرف می‌شود.
زیرهٔ سیاه در غذاهای اروپایی و مواد غذایی متنوعی چون کلم ترش و کیک زیرهٔ بریتانیایی مورد استفاده است. در غذاهای اتریشی از آن برای چاشنی گوشت گاو و در آشپزی آلمانی برای تهیهٔ گوشت خوک استفاده می‌شود. در غذاهای مجارستانی به گولش و در غذاهای نروژی و سوئدی برای تهیهٔ نان سیاه استفاده می‌شود.

## خواص درمانی زیره سبز
- ضد تشنج
- در دفع گاز معده و روده بسیار مفید است.
- قاعده آور و بهبود دهنده دردهای ناشی از قاعدگی
- در درمان مشکلات مثانه و کلیه مفید است.
- برای رفع برونشیت از دم کرده مزیزه استفاده کنید.
- رفع دل درد کودکان

### در طب سنتی
رایج‌ترین استفادهٔ درمانی سنتی زیره برای رفع سوءهاضمه است. به‌عنوان مثال، زیره می‌تواند فعالیت آنزیم‌های گوارشی را افزایش داده و به‌طور بالقوه سرعت گوارش را تسریع کند. زیره همچنین باعث آزاد شدن صفرا از کبد می‌شود. صفرا به هضم چربی‌ها و برخی مواد مغذی موجود در روده کمک می‌کند. نتایج یک تحقیق نشان داد، علائم ۵۷ بیمار مبتلا به سندرم روده تحریک‌پذیر (IBS) پس از مصرف کنسانتره زیره به مدت دو هفته بهبود یافت.

## نگارخانه

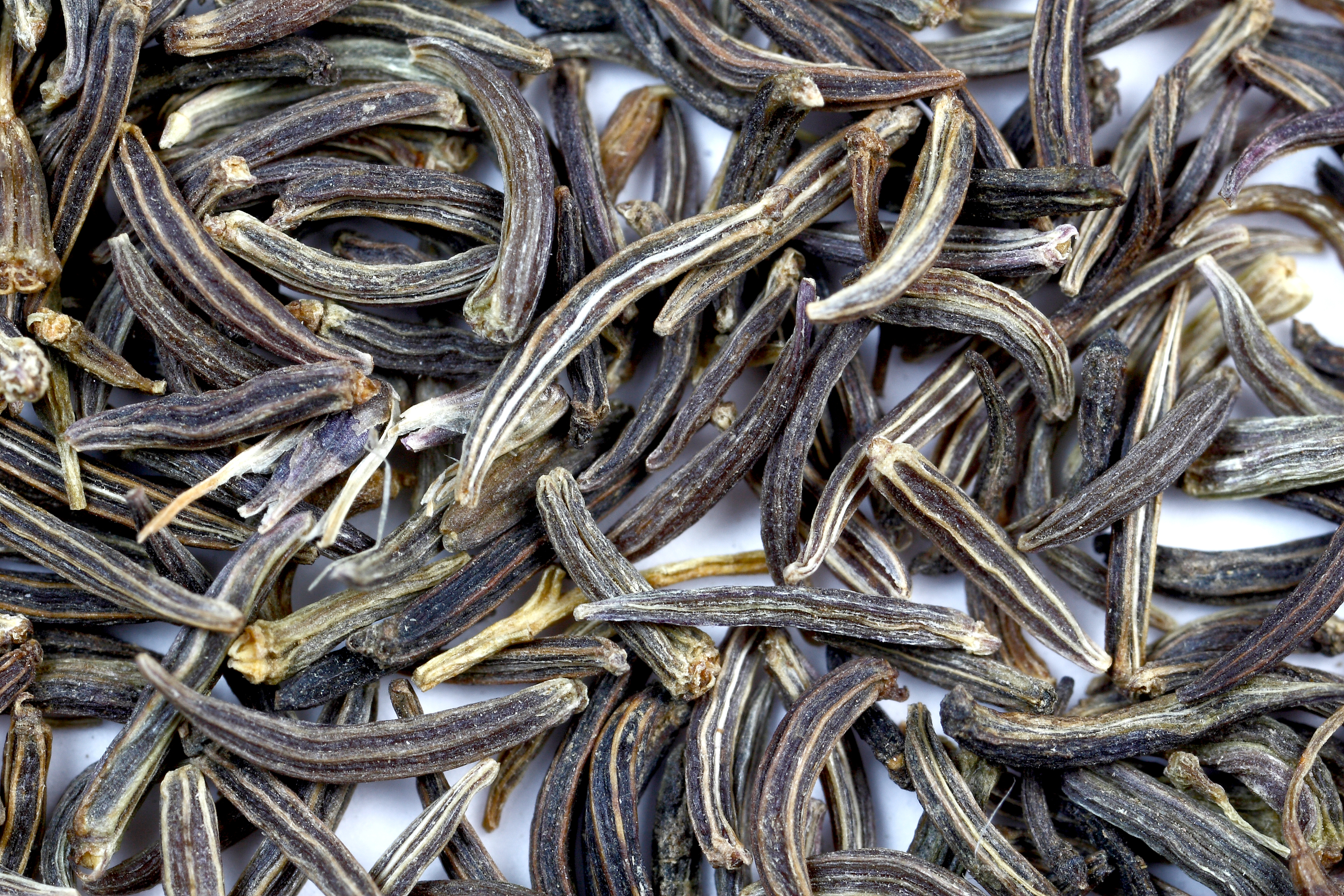
میوه‌های زیره سیاه
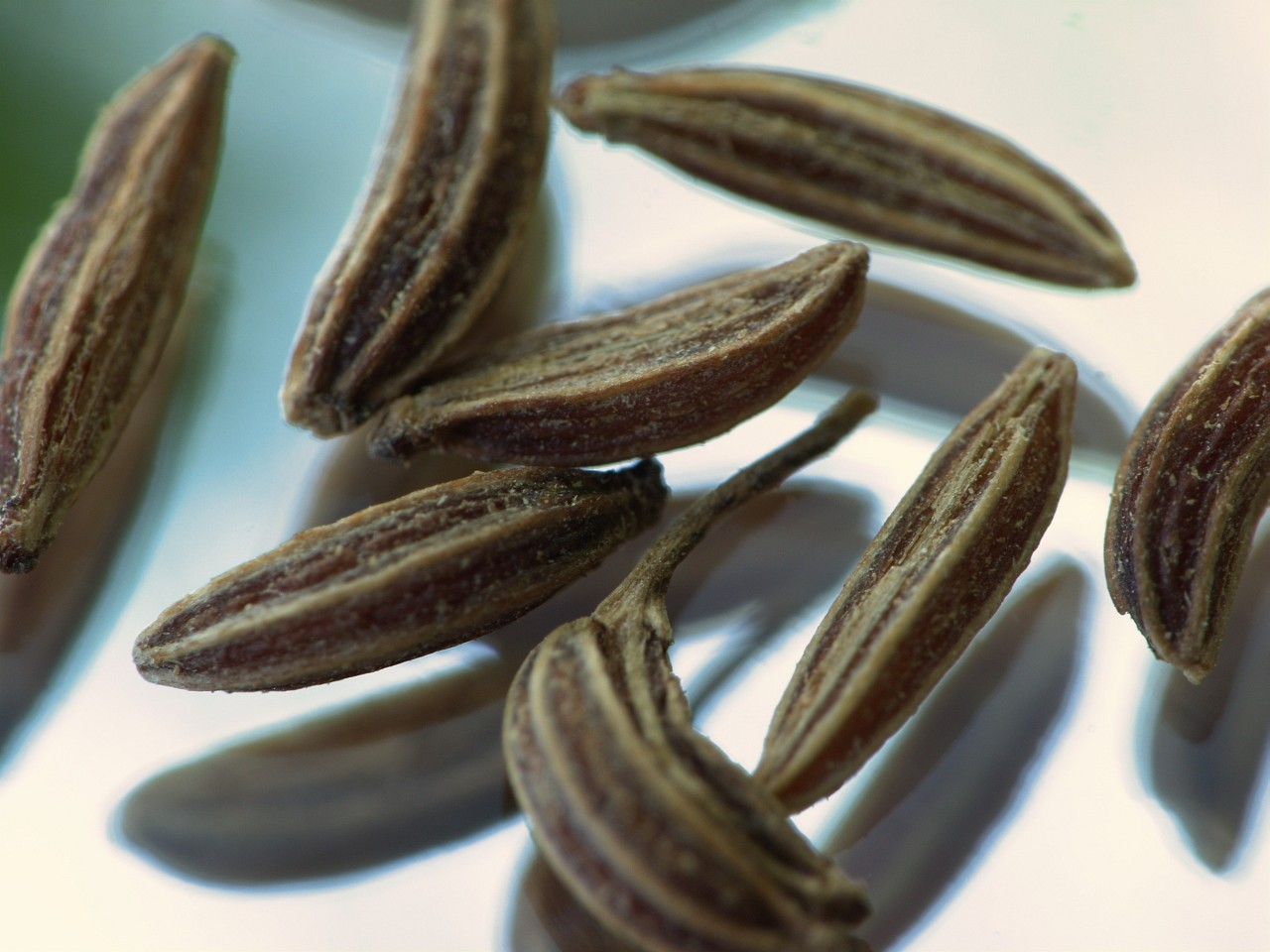
بزرگ‌نمایی زیره سیاه
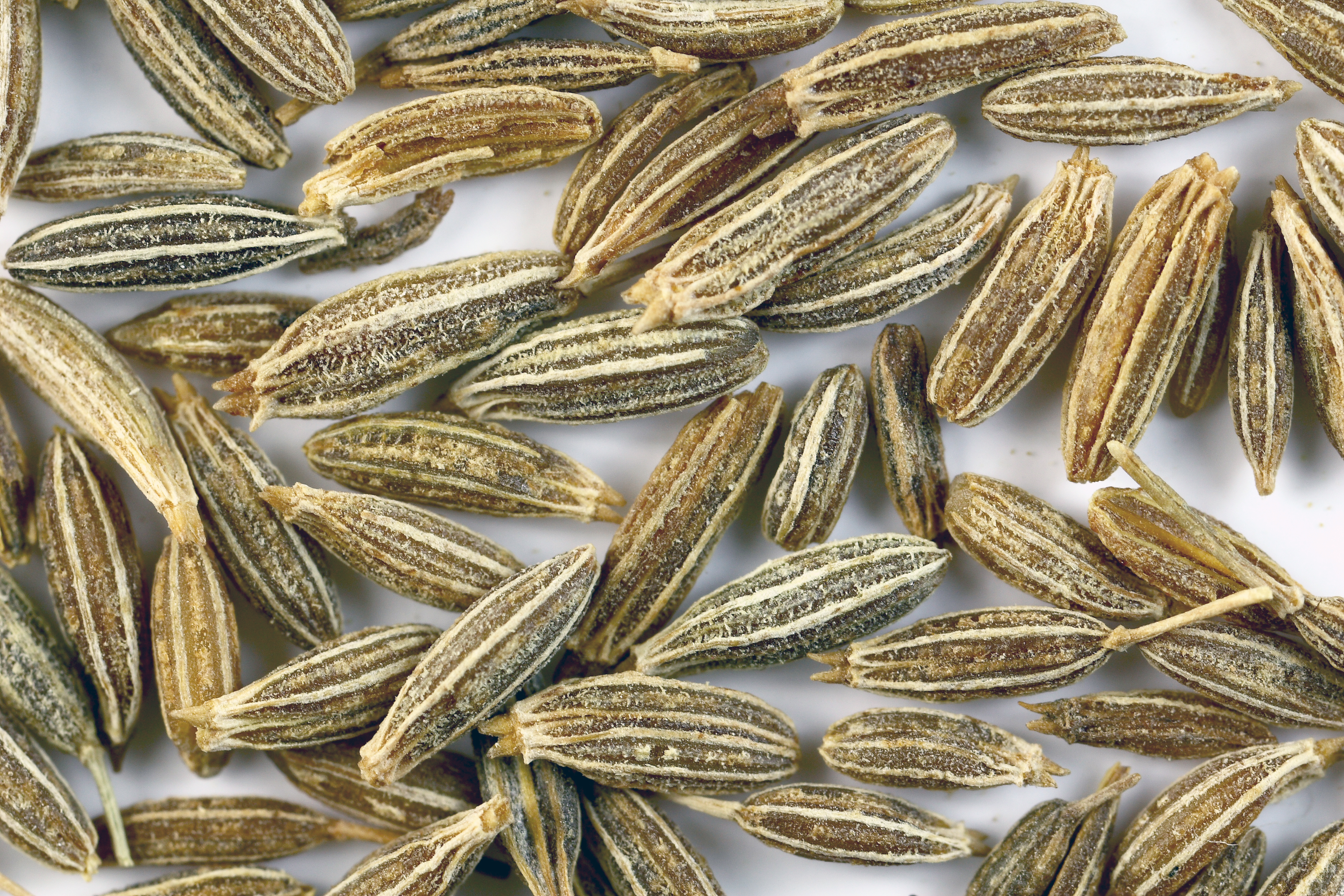
میوه‌های زیره سبز
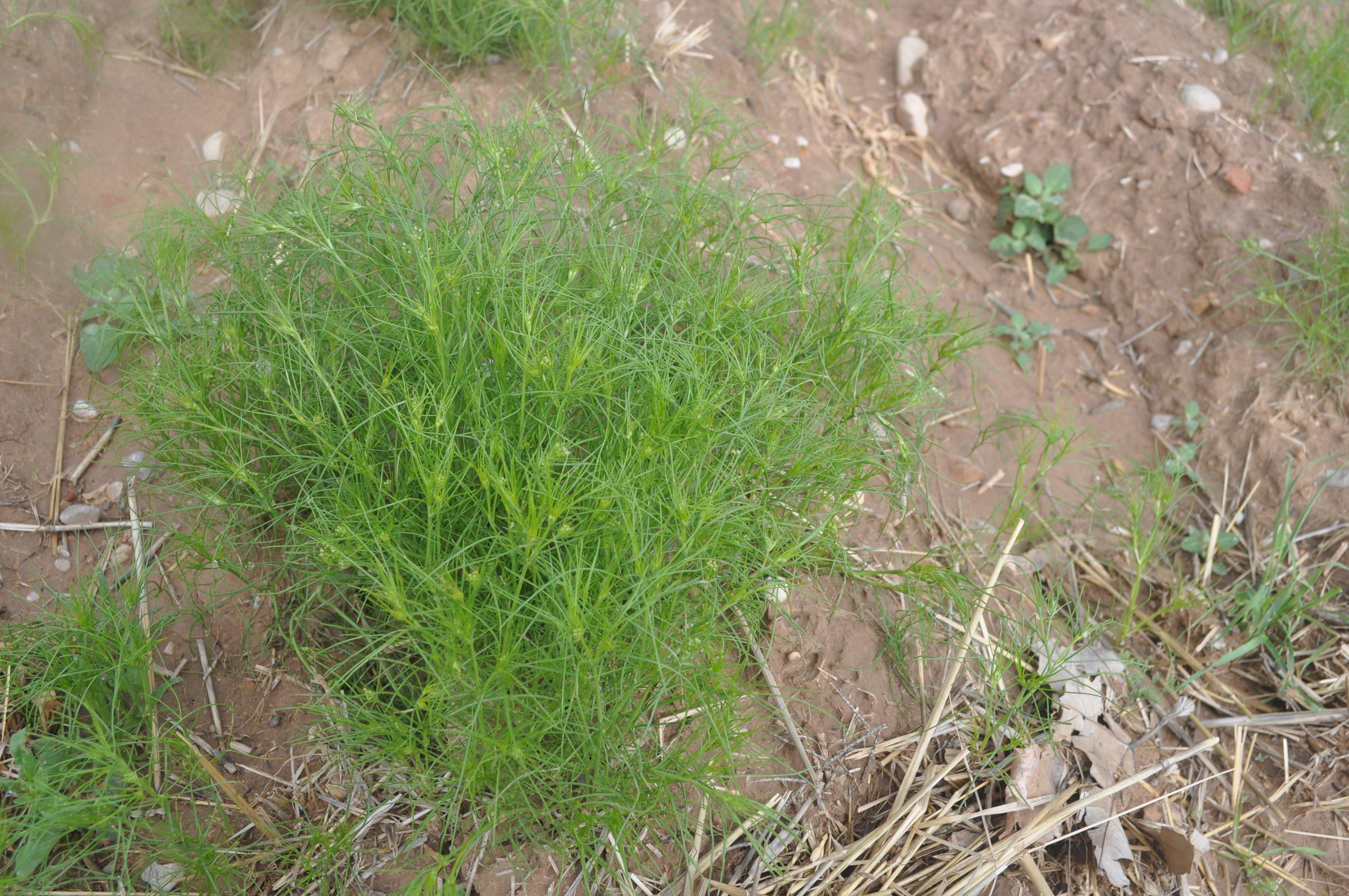
یک بوتهٔ زیره در روستای زالی